# Neviglie
Neviglie är en ort och kommun i provinsen Cuneo i regionen Piemonte i Italien. Kommunen hade 369 invånare (2018).